# Волна (Казахстан)
Волна́ (каз. Волна) — село у складі Узункольського району Костанайської області Казахстану. Входить до складу Прісногірковського сільського округу.
Населення — 139 осіб (2021; 189 у 2009, 193 у 1999, 224 у 1989).